# Robert M. Patton

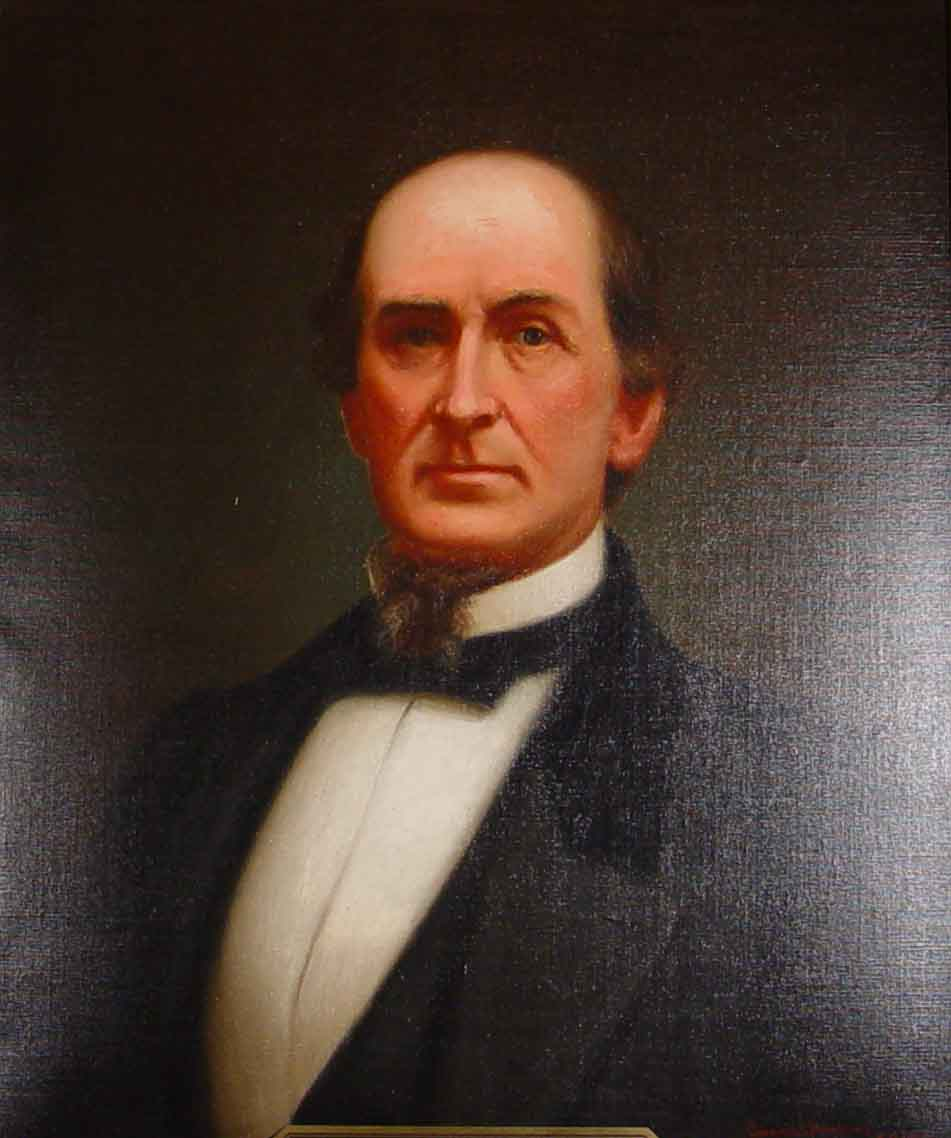
Robert Patton

Robert Miller Patton (* 10. Juli 1809 im Russell County, Virginia; † 28. Februar 1885 in Huntsville, Alabama) war ein US-amerikanischer Politiker und der 19. Gouverneur von Alabama. Er war Mitglied der United States Whig Party und später der Republikanischen Partei.

## Frühe Jahre und politischer Aufstieg
Robert Miller Patton wurde in Virginia geboren. Seine Familie zog dann 1818 nach Huntsville, Alabama, wo er die Green Academy besuchte. Danach begann er 1829 als Kleinhändler in Florence zu arbeiten. 1832 schlug er eine politische Laufbahn ein und wurde in das Abgeordnetenhaus von Alabama gewählt. Ferner wurde er 1837 in ein Sonderparlament gewählt, das als Reaktion auf die finanzielle Panik und Wirtschaftskrise des Jahres einberufen wurde. Patton war beinahe durchgehend zwischen 1837 und 1861 Mitglied des Parlaments von Alabama. Er repräsentierte den Staat 1860 bei der Democratic National Convention in Charleston sowie bei der Secession Convention in Montgomery. Ferner war er ein Mitglied des Leitungsgremiums der University of Alabama sowie des Alabama Normal College. Patton repräsentierte sein County auch beim Verfassungskonvent von 1865.

## Gouverneur von Alabama
Patton wurde am 6. November 1865 als 20. Gouverneur von Alabama gewählt. Seine Vereidigung fand am 13. Dezember 1865 statt. Er kandidierte als Whig für das Amt des Gouverneurs, jedoch trat er später der Republikanischen Partei bei. Während seiner Amtszeit half Patton Rationen für die bedürftigen Familien im Staat zu beschaffen. Ferner war er bei der Reduzierung der Staatsverschuldung erfolgreich.
Im März 1867 entband der US-Kongress Patton von seinen Amtsbefugnissen, als die Reconstruction mit der Verabschiedung des Reconstruction Act endete. Generalmajor John Pope wurde das Kommando des 3. Wehrbereichs übertragen und General Wager Swayne blieb der kommandierende Offizier von Alabama. Patton durfte formal weiter im Amt bleiben und bezog ein Gehalt, jedoch konnte er General Swayne keine Anweisungen mehr erteilen. Sein Nachfolger als Gouverneur wurde am 13. Juli 1868 vereidigt und Patton trat am 24. Juli von seinem Posten zurück, mit dem auch die Zeit der provisorischen Regierung endete.

## Weiterer Lebenslauf
Nach dem Ende seiner politischen Karriere war Patton beim Wiederaufbau der University of Alabama aktiv, die durch die Unionstruppen während des Kriegs verbrannt wurde. Ferner war er auch an einer Vielzahl von Unternehmen zur Gründung und zum Bau von Eisenbahnen in Alabama beteiligt. Patton verstarb am 28. Februar 1885 und wurde auf dem Maple Hill Cemetery in Huntsville beigesetzt. Er war mit Jane Locke Braham verheiratet, sie hatten neun gemeinsame Kinder.